# Brain-sur-Longuenée
Brain-sur-Longuenée ([bʁɛ̃ syʁ lɔ̃ɡˈne] ⓘ) ist ein Ort und ehemalige französische Gemeinde mit 949 Einwohnern (Stand: 1. Januar 2022) im Département Maine-et-Loire in der Region Pays de la Loire. Sie gehörte zum Arrondissement Segré. Die Einwohner werden Brainois und Brainoises genannt.
Der Erlass der Präfektin vom 22. Dezember 2015 legte mit Wirkung zum 28. Dezember 2015 die Eingliederung von Brain-sur-Longuenée als Commune déléguée zusammen mit den früheren Gemeinden Vern-d’Anjou, Gené und La Pouëze zur Commune nouvelle Erdre-en-Anjou fest.

## Geografie

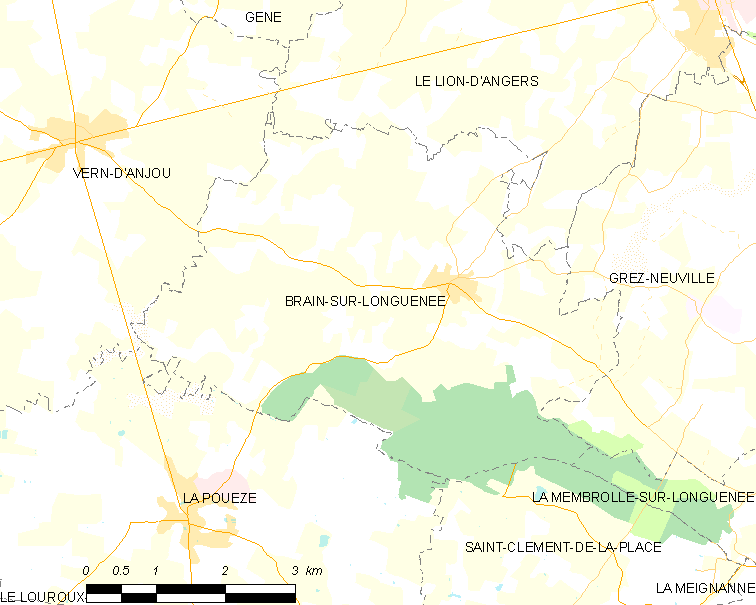
Karte von Brain-sur-Longuenée

Brain-sur-Longuenée liegt etwa 21 Kilometer nordwestlich von Angers in der Région naturelle des Haut-Anjou, Teil der historischen Provinz des Anjou.
Das Ortsgebiet liegt im Einzugsbereich der Loire und wird entwässert vom zeitweise trockenfallenden Flüsschen Lussière, vom Thiberge, vom zeitweise trockenfallenden Ruisseau de l’Ètang de la Beuvrière sowie von kleineren Fließgewässern.
Das Bodenrelief ist relativ flach mit Höhen bis zu 100 m. Das Ortszentrum liegt auf etwa 68 m. Die tiefste Stelle wird mit 41 m im Norden beim Austritt des Thiberge aus dem Ortsgebiet gemessen.
Im Süden erstreckt sich das Waldgebiet Forêt domaniale de Languenée.
Umgeben wird Brain-sur-Longuenée von vier Nachbargemeinden und zwei Communes déléguées von Erdre-en-Anjou:
|                               | Le Lion-d’Angers                            |                                              |
| Vern-d’Anjou (Erdre-en-Anjou) | Kompassrose, die auf Nachbargemeinden zeigt | Grez-Neuville                                |
|                               | La Pouëze (Erdre-en-Anjou)                  | Longuenée-en-Anjou Saint-Clément-de-la-Place |

## Etymologie und Geschichte
Der Ortsname geht auf die Lage am Forêt Domaniale de Languenée zurück. Der Wald von Longuenée wird von 1124 bis 1134 im Kopialbuch der Abtei Saint-Serge in Angers unter dem Namen Longanaia erwähnt.
Frühe Formen des Ortsnamens waren: Brainius (1047), Branus (1175), Brain sur Longuenée (Carte de Cassini, 18. Jahrhundert, 1793), Brain-sur-Longuenée (1801).
Die Gründung der Pfarrgemeinde erfolgte vor Mitte des 11. Jahrhunderts. Gegen 1162 bis 1177 ergänzte der Bischof Geoffroi La Mouche die Stiftung zugunsten des Kollegialkapitels von Saint-Laud in Angers mit der Kirche von Brain. Heinrich II. von England bestätigte 1175 die Schenkung, Papst Alexander III. im Jahr 1178. Das Kollegialkapitel von Saint-Laud scheint kein Priorat eingerichtet zu haben. Die Güter, die sie in der Pfarrgemeinde besaßen, waren nicht nennenswert und sehr reduziert am Ende des 18. Jahrhunderts.
Das Lehen gehörte seit dem 14. Jahrhundert der Familie de Juigné. 1651 verkaufte es François Rousseau an Anne Avril, Dame von La Beuvrière in Grez-Neuville. 1639 verursachte eine schwere Epidemie 108 Tote im Dorf.
Am Ende des 18. Jahrhunderts gehörte die Pfarrgemeinde zum Bistum Angers, zum Archidiakonat Outre-Maine, zum Dekanat von Candé sowie zur Élection von Angers. Während der Chouannerie wurden die Bewohner von Brain zu den Anhängern der Republik gezählt.

## Bevölkerungsentwicklung
| Brain-sur-Longuenée: Einwohnerzahlen von 1793 bis 2020                                                                     | Brain-sur-Longuenée: Einwohnerzahlen von 1793 bis 2020 | Brain-sur-Longuenée: Einwohnerzahlen von 1793 bis 2020 | Brain-sur-Longuenée: Einwohnerzahlen von 1793 bis 2020 | Brain-sur-Longuenée: Einwohnerzahlen von 1793 bis 2020 |
| --- | ------------------------------------------------------ | ------------------------------------------------------ | ------------------------------------------------------ | ------------------------------------------------------ |
| Jahr |                                                        |                                                        |                                                        | Einwohner                                              |
| 1793 | 1793                                                   |                                                        | 928                                                    | 928                                                    |
| 1800 | 1800                                                   |                                                        | 843                                                    | 843                                                    |
| 1806 | 1806                                                   |                                                        | 1.002                                                  | 1.002                                                  |
| 1821 | 1821                                                   |                                                        | 1.010                                                  | 1.010                                                  |
| 1831 | 1831                                                   |                                                        | 1.068                                                  | 1.068                                                  |
| 1836 | 1836                                                   |                                                        | 1.053                                                  | 1.053                                                  |
| 1841 | 1841                                                   |                                                        | 1.054                                                  | 1.054                                                  |
| 1846 | 1846                                                   |                                                        | 1.064                                                  | 1.064                                                  |
| 1851 | 1851                                                   |                                                        | 1.010                                                  | 1.010                                                  |
| 1856 | 1856                                                   |                                                        | 1.037                                                  | 1.037                                                  |
| 1861 | 1861                                                   |                                                        | 1.063                                                  | 1.063                                                  |
| 1866 | 1866                                                   |                                                        | 1.101                                                  | 1.101                                                  |
| 1872 | 1872                                                   |                                                        | 1.037                                                  | 1.037                                                  |
| 1876 | 1876                                                   |                                                        | 1.027                                                  | 1.027                                                  |
| 1881 | 1881                                                   |                                                        | 1.043                                                  | 1.043                                                  |
| 1886 | 1886                                                   |                                                        | 1.078                                                  | 1.078                                                  |
| 1891 | 1891                                                   |                                                        | 978                                                    | 978                                                    |
| 1896 | 1896                                                   |                                                        | 927                                                    | 927                                                    |
| 1901 | 1901                                                   |                                                        | 866                                                    | 866                                                    |
| 1906 | 1906                                                   |                                                        | 853                                                    | 853                                                    |
| 1911 | 1911                                                   |                                                        | 851                                                    | 851                                                    |
| 1921 | 1921                                                   |                                                        | 774                                                    | 774                                                    |
| 1926 | 1926                                                   |                                                        | 750                                                    | 750                                                    |
| 1931 | 1931                                                   |                                                        | 723                                                    | 723                                                    |
| 1936 | 1936                                                   |                                                        | 675                                                    | 675                                                    |
| 1946 | 1946                                                   |                                                        | 644                                                    | 644                                                    |
| 1954 | 1954                                                   |                                                        | 653                                                    | 653                                                    |
| 1962 | 1962                                                   |                                                        | 602                                                    | 602                                                    |
| 1968 | 1968                                                   |                                                        | 568                                                    | 568                                                    |
| 1975 | 1975                                                   |                                                        | 513                                                    | 513                                                    |
| 1982 | 1982                                                   |                                                        | 574                                                    | 574                                                    |
| 1990 | 1990                                                   |                                                        | 669                                                    | 669                                                    |
| 1999 | 1999                                                   |                                                        | 768                                                    | 768                                                    |
| 2006 | 2006                                                   |                                                        | 927                                                    | 927                                                    |
| 2013 | 2013                                                   |                                                        | 963                                                    | 963                                                    |
| 2020 | 2020                                                   |                                                        | 945                                                    | 945                                                    |
| Quelle(n): EHESS/Cassini bis 1999, INSEE ab 2006 Anmerkung(en): Ab 1962 offizielle Zahlen ohne Einwohner mit Zweitwohnsitz |                                                        |                                                        |                                                        |                                                        |

## Sehenswürdigkeiten
- Kirche Saint-Didier, 1893 errichtet, seit 2007 als Monument historique eingeschrieben
- Friedhofskapelle Sainte-Anne, erbaut 1640
- Kapelle im Weiler Le Puits Hervé, vermutlich aus dem 17. Jahrhundert
- Einsiedlerkapelle von Le Puits Hervé
- Schloss Montergon, um 1864 erbaut
- Schloss La Maison-Blanche, errichtet 1864
- Herrenhaus La Himbaudière aus dem 16. Jahrhundert
- Rathaus, früheres Pfarrhaus, vermutlich aus dem 17. Jahrhundert

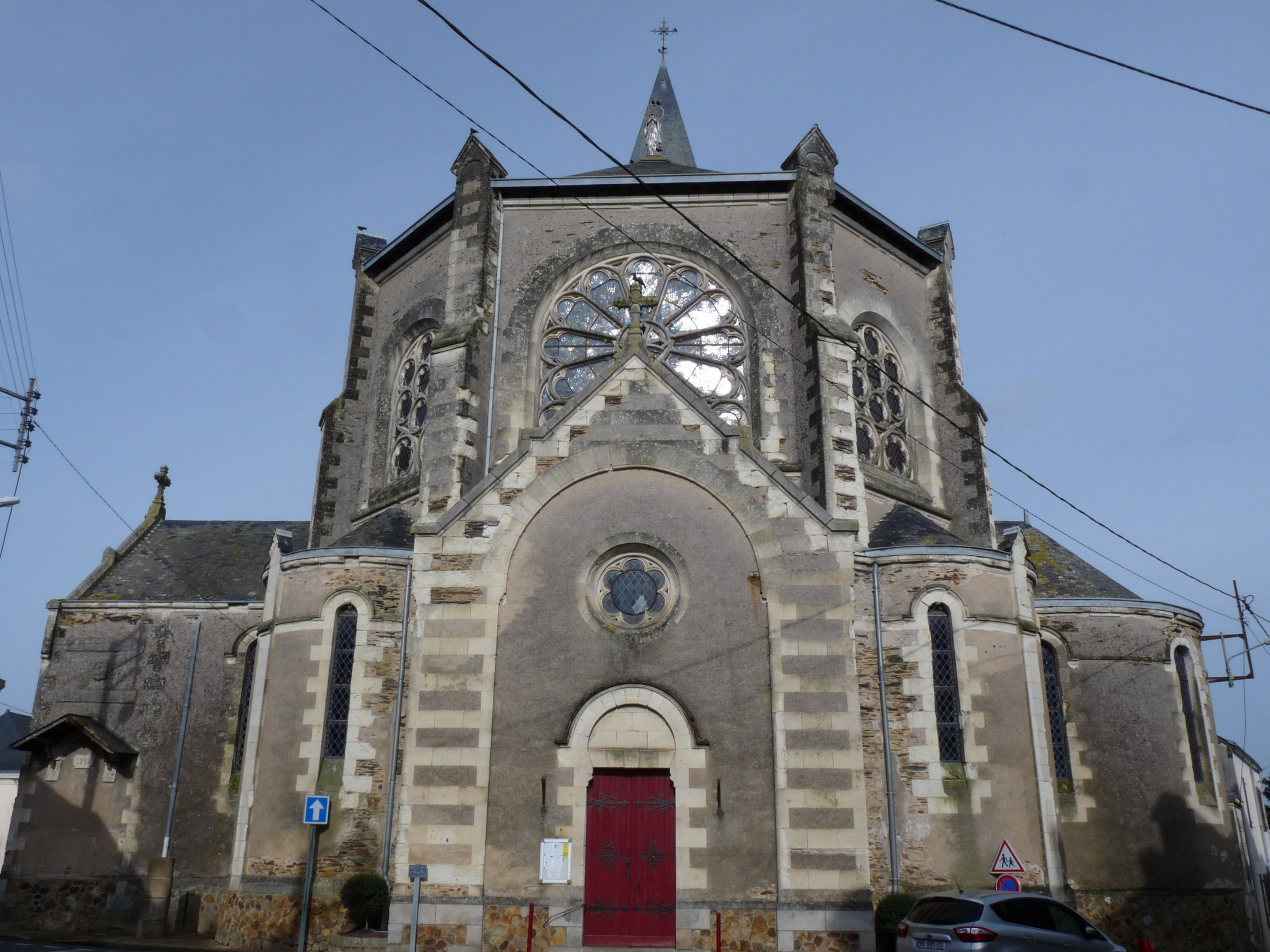
Kirche Saint-Didier
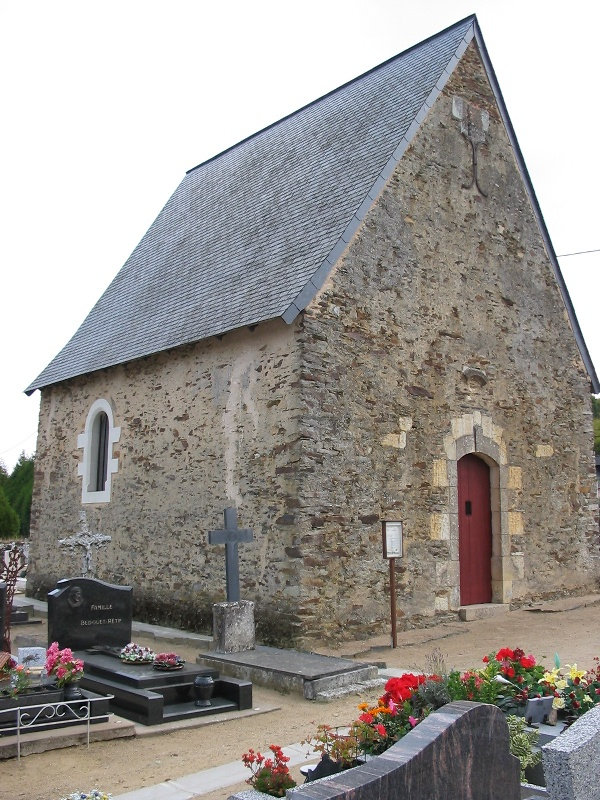
Friedhofskapelle Sainte-Anne
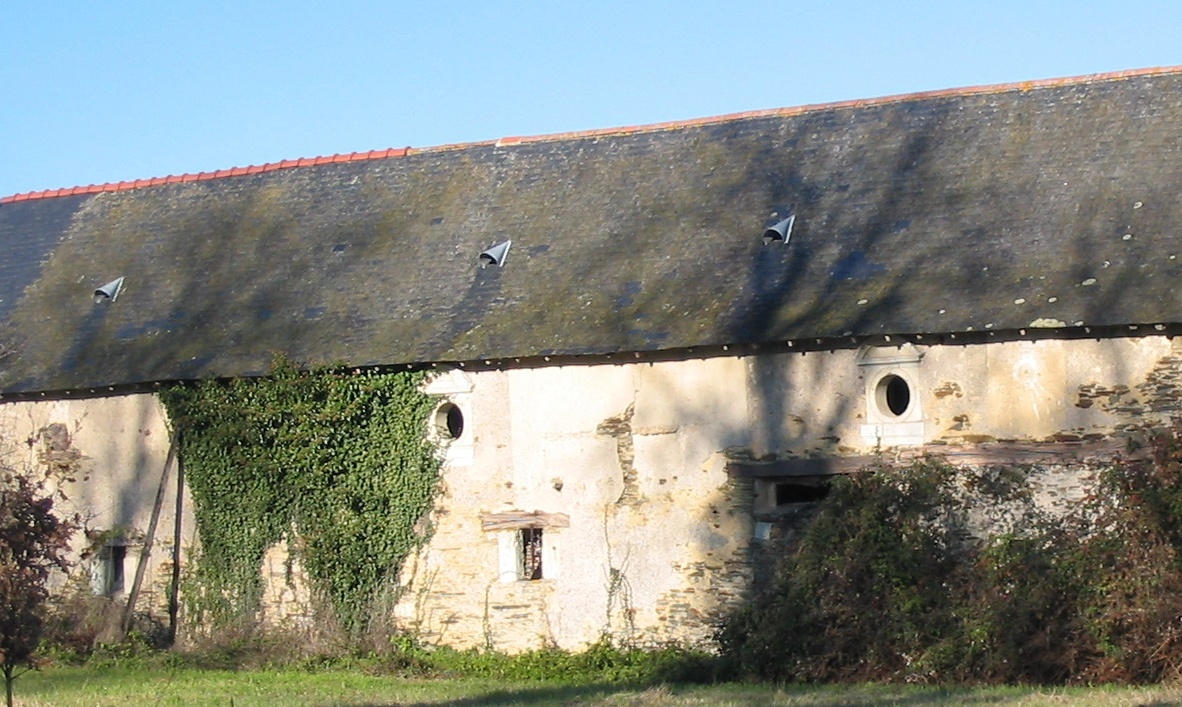
Schloss Montergon
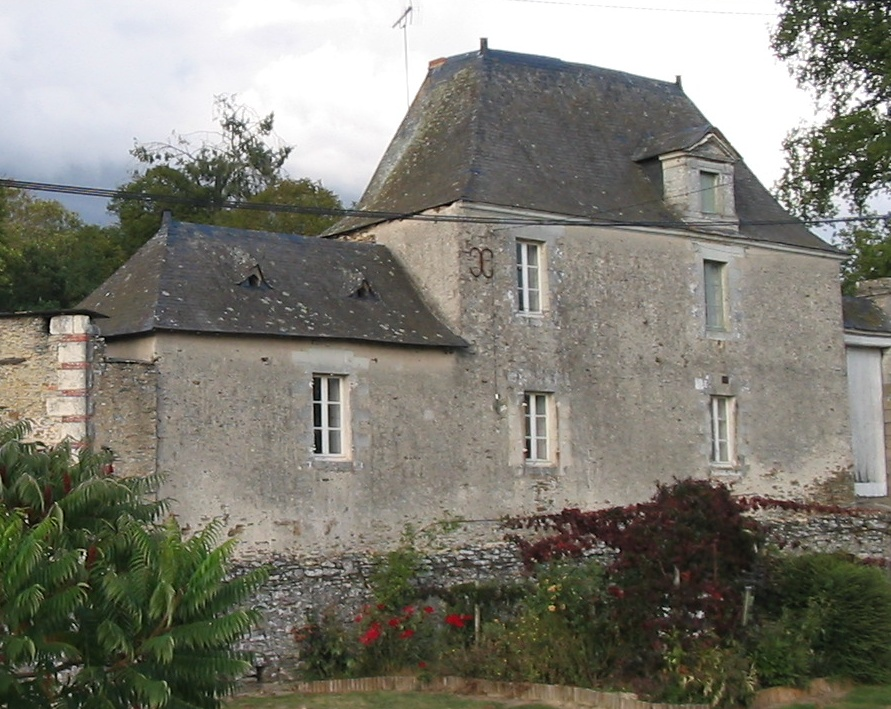
Schloss La Maison-Blanche